# Факундо Медіна
Факундо Медіна (ісп. Facundo Medina, нар. 28 травня 1999, Буенос-Айрес) — аргентинський футболіст, захисник французького «Ланса» та національної збірної Аргентини. На умовах оренди грає за «Марсель».

## Клубна кар'єра
Народився 28 травня 1999 року в місті Буенос-Айрес. Вихованець футбольної школи клубу «Рівер Плейт».
На початку 2018 року Факундо перейшов у «Тальєрес». 12 серпня в матчі проти «Бока Хуніорс» він дебютував у аргентинській Прімері.

## Виступи за збірну
У 2019 році був викликаний до складу молодіжної збірної Аргентини до 20 років на молодіжний чемпіонат Південної Америки у Чилі. Там Медіна допоміг своїй збірній посісти друге місце. Цей результат дозволив команді кваліфікуватись на молодіжний чемпіонат світу 2019 року, куди поїхав і Факундо.

## Статистика виступів

### Статистика клубних виступів
| Сезон             | Команда           | Чемпіонат         | Чемпіонат | Чемпіонат | Національний кубок | Національний кубок | Національний кубок | Континентальні кубки | Континентальні кубки | Континентальні кубки | Інші змагання | Інші змагання | Інші змагання | Усього | Усього | Усього |
| Сезон             | Команда           | Ліга              | Ігор      | Голів     | Ліга               | Ігор               | Голів              | Ліга                 | Ігор                 | Голів                | Ліга          | Ігор          | Голів         | Ігор   | Голів  |        |
| ----------------- | ----------------- | ----------------- | --------- | --------- | ------------------ | ------------------ | ------------------ | -------------------- | -------------------- | -------------------- | ------------- | ------------- | ------------- | ------ | ------ | ------ |
| 2018–19           | «Тальєрес»        | ПД                | 14        | 0         | КА                 | 1                  | 0                  |                      | -                    | -                    |               | -             | -             | 15     | 0      |        |
| Усього за кар'єру | Усього за кар'єру | Усього за кар'єру | 14        | 0         |                    | 1                  | 0                  |                      | -                    | -                    |               | -             | -             | 15     | 0      |        |